# Fons Mertens
Alphonsus Maria Henricus (Fons) Mertens (Roggel, 5 juli 1917 – Sevenum, 9 september 2003) was een Nederlandse onderwijzer. Hij was tijdens de Tweede Wereldoorlog actief in het verzet.

## Levensloop
Mertens werd geboren als de oudste in een gezin van twaalf kinderen. Hij volgde de kweekschool en ging aan de slag in het onderwijs. Na het uitbreken van de Tweede Wereldoorlog begon Mertens met een aantal anderen een illegaal krantje met de titel Oranjepost. Het eerste nummer verscheen in juli of augustus 1941. De oplage varieerde van tweehonderd tot enkele duizenden. De krant werd gevuld met eigen nieuwsgaring en berichten van Radio Oranje of uit andere illegale media. Zo maakte de krant in september 1941 bekend dat Paul Reymer, de burgemeester van Roermond, in het geheim lid was van de Nationaal-Socialistische Beweging (NSB). Overigens ten onrechte bleek na de oorlog, hoewel Reymer sympathie koesterde voor de Duitse zaak.
De Duitsers kwamen erachter dat Mertens betrokken was bij de Oranjepost. In diezelfde tijd (december 1941) kreeg hij een baan als onderwijzer in Sevenum. Hij liet zich uitschrijven bij de burgerlijke stand in Haelen met de opmerking erbij dat hij met onbekende bestemming was vertrokken. Pas een aantal maanden later schreef hij zich in in zijn nieuwe gemeente. In het eerste jaar in Sevenum hield Mertens zich gedeisd. Daarna zocht hij toenadering tot het lokale verzet met de mededeling dat hij wel actief wilde worden. Mertens werd de penningmeester en secretaris van de lokale LO-organisatie. In die rol was de onderwijzer onder andere verantwoordelijk voor de verspreiding van bonkaarten en geld nodig voor het onderhoud van de onderduikers. In Sevenum zaten enkele honderden onderduikers ondergedoken. Door haar afgelegen ligging en de aanwezigheid van een moerasgebied, waar onderduikers makkelijk naar toe konden vluchten in geval van nood, was het plaatsje een aantrekkelijke locatie om onder te duiken. Mertens maakte nog jacht op Johan Berendsen, alias de schrik van Venlo, nadat deze door het verzet vogelvrij was verklaard, maar kwam niet in de gelegenheid hem te doden. Na de oorlog werd Berendsen ter dood veroordeeld.
Naarmate de oorlog vorderde werden steeds meer volwassen mannen naar Duitsland gedeporteerd om daar in de fabrieken te werken. Op 8 oktober 1944 vond er in Sevenum een zogeheten kerkrazzia plaats waarbij 220 mannen werden opgepakt voor de Arbeitseinsatz. Mertens werd niet gepakt, maar kon zich gedurende de rest van de oorlog minder vrij bewegen. In de laatste maanden voor de bevrijding begon hij opnieuw met de uitgave van een klein krantje.
Mertens zelf bleef na de oorlog in Sevenum wonen. Hij trouwde in 1950 met Maria Vossen. Het stel kreeg samen vier kinderen. Tot zijn pensioen op 64-jarige leeftijd was hij werkzaam in het onderwijs. Na zijn pensioen stond hij regelmatig voor schoolklassen om te vertellen over zijn oorlogservaringen.